# 御厩川岸より両国橋夕陽見
「御厩川岸より両国橋夕陽見」（おんまやがしよりりょうごくばしせきようをみる）は、葛飾北斎の名所浮世絵揃物『冨嶽三十六景』全46図中の1図。落款は「前北斎為一筆」とある。「隅田川関屋の里」「本所立川」とともに、『冨嶽三十六景』のなかで隅田川をテーマとした三作品のうちのひとつである。

## 概要
御厩川岸とは、浅草三好町付近に存在した河岸を指し、現代でいう東京都台東区蔵前近辺の地域となる。本作品は隅田川東岸の本所石原町（東京都墨田区本所）から御厩川岸に向かう渡し船と遠方に見える両国橋および富士山が描かれている。当時隅田川の渡しは多数存在しており、御厩川岸から少し下流には富士見の渡しと呼ばれる富士山の眺望で知られた渡しがあり、そちらの方が本作品の位置関係としては近いのではないかという指摘もある。
タイトルに「夕陽見」とある通り、本作品は江戸の夕景を表現したものであるが、初摺りでは単純に空を赤色にするなどの手法は採用しておらず、墨の天ぼかしを使用して次第に薄暗くなる情景を表現している。逆に後摺りでは赤色を使用し、夕景を表現している版も確認されている。両国橋の欄干の上では、薄茶色の線を主線からあえてずらすことで、橋の上に集う多数の人々をシルエットとして表現している。また、船上の人々の顔や表情などをあえて見せないようにすることで、登場人物の視線の先の風景を、絵画を見た人々にも共有できるような工夫が凝らされている。